# Zakaria Attou
Pour les articles homonymes, voir Attou.
Zakaria Attou est un boxeur professionnel franco-marocain né le 4 mai 1982 à Pontoise dans le Val-d'Oise.

## Carrière
Arrivé dans les années 1990 à l'AS Poissy Boxe (Yvelines), il passe professionnel en 2007 avec Jean-Claude Larbi. Les deux hommes se séparent en 2009 et Zakaria signe alors avec Thierry Triveillot, entraîneur au club de l'AS Poissy Boxe.
En 2010 et 2011, il signe avec Aude Delanoé Minos, ancien entraîneur à Poissy dans les années 1990, où il avait remporté des titres de champion de France et d'Europe féminine. En 2016, il signe avec les frères Hallab. Zakaria Attou a réussi ses diplômes d'instructeur fédéral, de prévôt fédéral et son BEE1, BEE2.
Il a livré 46 combats dans les rangs amateurs pour un bilan de 33 victoires et 13 défaites. Chez les professionnels, il compte 35 combats à son actif, dont 27 victoires, 2 nul et 6 défaites. Zakaria a remporté la coupe de la ligue, deux ceintures internationales ainsi que le titre de champion de France des poids super-welters au mois d’avril 2014 par arrêt de l'arbitre à la 3e reprise face à Jean Michel Hamilcaro.
Pour le titre vacant de l’union européenne des poids super-welters, il affronte en avril 2016 à Fiumicino (Italie) l'italien Emanuele Della Rosa, âgé de 36 ans et au palmarès de 36 succès (dont 10 avant la limite) contre 2 défaites. Les deux boxeurs ne réussissent pas à se départager ce qui occasionne un combat revanche. Il a eu lieu le 24 septembre 2016 à Chanteloup les Vignes et voit la victoire aux points de Zakaria. Il conserve son titre de champion de l'union européenne le 15 avril 2017 face à Maxime Beaussire par une victoire aux points à Deauville,. 
Zakaria Attou remporte ensuite aux points la ceinture vacante de champion d’Europe des super-welters le 22 décembre 2017 au Palais des sports de Saint-Quentin dans l’Aisne aux dépens de l’italien de 33 ans Orlando Fiordigiglio (27 victoires, 2 défaites).
Le 29 juin 2019, il remonte sur le ring pour affronter l’américain Erickson Lubin mais s'incline au quatrième round.